# 도하린
도하린(1989년 10월 23일 ~ )은 대한민국의 전 가수이다.
2008년 뮤지컬배우 첫 데뷔하였다.

## 경력
- 2013년 : 그룹 스페이스 A 멤버